# Arapiles
Arapiles è un comune spagnolo di 479 abitanti situato nella comunità autonoma di Castiglia e León.